# Kieselberg (Gimmeldingen)
Der Kieselberg ist ein insgesamt 194 Meter hoher Berg am Übergang vom Pfälzerwald zum Haardtrand.

## Geographie

### Lage
Der Berg befindet sich innerhalb der kreisfreien Stadt Neustadt an der Weinstraße und gehört dort wiederum zum Ortsbezirk Gimmeldingen. Sein West- und sein Südfuß sind jeweils bebaut. Weiter südlich verläuft der Mußbach. Er gehört zum Haardtrand, der eine Vorhügelzone zum Pfälzerwald darstellt.

### Naturräumliche Zuordnung
1. Großregion 1. Ordnung: Schichtstufenland beiderseits des Oberrheingrabens
2. Großregion 2. Ordnung: Pfälzisch-saarländisches Schichtstufenland
3. Großregion 3. Ordnung: Pfälzerwald
4. Region 4. Ordnung (Haupteinheit): Mittlerer Pfälzerwald
5. Region 5. Ordnung: Haardt

beziehungsweise 
1. Großregion 1. Ordnung: Schichtstufenland beiderseits des Oberrheingrabens
2. Großregion 2. Ordnung:Oberrheinische Tiefebene
3. Großregion 3. Ordnung: Haardtrand
4. Region 4. Ordnung (Haupteinheit): Mittelhaardt

## Bauwerke
An seinem Westhang befindet sich die aus der Salierzeit stammende Alte Burg und weiter östlich eine 1829 errichtete Steinbank samt benachbarter Stele; beide Objekte stehen unter Denkmalschutz. Die an seinem Südfuß verlaufende Kurpfalzstraße ist als Denkmalzone ausgewiesen.

## Wirtschaft
Der Berg ist größtenteils mit Weinreben bepflanzt und gehört zur Großlage Gimmeldinger Meerspinne, die wiederum Bestandteil des Weinanbaugebiets Pfalz ist.